# 格哈德·普兰肯施泰纳
格哈德·普兰肯施泰纳（德語：Gerhard Plankensteiner，1971年4月8日—），意大利男子雪橇运动员。他曾代表意大利参加1992年、1998年、2002年、2006年和2010年冬季奥林匹克运动会雪橇比赛，其中2006年冬季奥运会获得一枚铜牌。